# Попова Марія Георгіївна
Марія Георгіївна Попова (21 грудня 1928, село Петровка, тепер Амурської області, Російська Федерація) — радянська діячка, новатор виробництва, кранівниця Находкинського торгового порту Міністерства морського флоту СРСР Приморського краю. Кандидат у члени ЦК КПРС у 1966—1971 роках. Член ЦК КПРС у 1971—1986 роках. Герой Соціалістичної Праці (7.03.1960).

## Життєпис
Народилася 21 грудня 1928 року в селянській родині Георгія Лехтянського і Варвари Чорної, вихідців з України. У 1936 році разом із родиною переїхала в село Владимиро-Алєксандровське, адміністративний центр Партизанського району Приморського краю.
У 1943—1945 роках, після закінчення школи, за комсомольською путівкою навчалася в ремісничому училищі № 9 міста Владивостока. 
З квітня 1945 по 1946 рік працювала слюсарем-інструментальником майстерні, мотористкою на водовідливі, слюсарем лампового цеху шахти № 20 міста Сучана Приморського краю.
У 1946 році переїхала в місто Находку, до проживали батьки. Працювала різноробочою, прибиральницею морської рибопромислової школи юнг, офіціанткою Рибкоопу, а потім прибиральницею в управлінні Находкинського морського торгового порту.
У червні 1948 — 1987 року — кранівниця Находкинського торгового порту СРСР Приморського краю.
Член КПРС з 1959 року.
Указом Президії Верховної Ради СРСР від 7 березня 1960 року в ознаменування 50-річчя Міжнародного жіночого дня, за видатні досягнення у праці і особливо плідну громадську діяльність Поповій Марії Георгіївні присвоєно звання Героя Соціалістичної Праці з врученням ордена Леніна і золотої медалі «Серп і Молот».
З 1987 року — персональний пенсіонер союзного значення в місті Находці Приморського краю.

## Нагороди і звання
- Герой Соціалістичної Праці (7.03.1960)
- орден Леніна (7.03.1960)
- два ордени Трудового Червоного Прапора (29.07.1966; 5.03.1976)
- орден «Знак Пошани» (4.05.1971)
- медаль «Ветеран праці» (1993)
- медалі
- Почесний працівник морського флоту (1978)
- Почесний громадянин міста Находки (1997)